# António de Oliveira Monteiro
António de Oliveira Monteiro (Alcafozes, Idanha-a-Nova, 2 de Janeiro de 1842 — Cascais, Estoril, 6 de Julho de 1903), também conhecido como Dr. Oliveira Monteiro ou Conselheiro Oliveira Monteiro, foi um Médico e Político Português, membro e Chefe do Partido Progressista do Porto, Conselheiro e Par do Reino.
Para além de Médico e Lente da Escola Medico-Cirúrgica do Porto, foi deputado pelo círculo do Porto, Presidente da Mesa da Assembleia-geral do Banco Comercial do Porto, Provedor da Santa Casa da Misericórdia do Porto, Vereador, Vice-presidente e Presidente da Câmara Municipal do Porto e Governador Civil do Porto.

## Cargos Exercidos
- 1870 - Demonstrador da Secção médica da Escola Médico-Cirúrgica do Porto;
- 1872 - Lente proprietário da Escola Médico-Cirúrgica do Porto (Medicina Interna);
- 1886 - Vereador da Câmara Municipal do Porto com o Pelouro da Instrução Pública;
- 1887 - Vice-presidente da Câmara Municipal do Porto, acumulando o cargo de Vereador com o Pelouro dos Incêndios (triénio 1887-1890);
- 1887 - Assume o cargo de Presidente da Câmara Municipal do Porto;
- 1890 - Presidente da Câmara Municipal do Porto para o triénio 1890-1892;
- 1895 - Provedor da Santa Casa da Misericórdia do Porto;
- 1896 - Vereador da Câmara Municipal do Porto com o Pelouro dos Incêndios;
- 1897 - Governador Civil do Porto;

## Biografia
O Dr. António de Oliveira Monteiro nasceu em Alcafozes, uma Vila do Concelho de Idanha-a-Nova. Era filho do Dr. Sebastião de Oliveira Monteiro, Cirurgião-Mor do Exército, combatente da causa liberal que esteve preso no Forte de São Julião da Barra e na Praça de Almeida e de D.ª Maria Emília de Almeida Robalo d'Azevedo, natural da Aldeia de João Pires.
Estudou Matemática e Medicina na Faculdade de Ciências e na Faculdade de Medicina da Universidade de Coimbra e logo após a conclusão dos estudos é indicado para desempenhar funções na Escola Médico-Cirúrgica do Porto.
Quando Chega ao Porto, em 1870, o Dr. Oliveira Monteiro, conta 28 anos de idade, solteiro e instala-se numa casa na Rua do Almada.
Embora não sendo natural do Porto, a sua actividade profissional faria com que se radicasse definitivamente na cidade do Porto, para além de que se enamorou por Maria Lopes das Neves Graça, filha de José Gaspar da Graça, capitalista, abastado comerciante e grande proprietário da cidade do Porto, morador no Largo de São Domingos, um dos maiores acionistas do Banco de Portugal, Irmão da Ordem de São Francisco e da Santa Casa da Misericórdia do Porto, amigo pessoal e testamenteiro do Conde de Ferreira. Foi particularmente difícil estabelecer o compromisso, devido ao temperamento do pai de Maria da Graça que mantinha as filhas longe de pretendentes. Apesar disso e tornando-se o Dr. Oliveira Monteiro em um médico reconhecido e mostrando ser cada vez mais uma figura proeminente da cidade, acabou por casar com D.ª Maria Lopes das Neves Graça no dia 21 de Março de 1872, na Igreja de Nossa Senhora da Vitória. Deste casamento o Dr. Oliveira Monteiro teve quatro filhos:
- Matheus da Graça Oliveira Monteiro: natural do Porto, nascido em 9 de Maio de 1874 e falecido em 3 de março de 1933. Advogado, Notário na cidade do Porto, director da Revista "O Tripeiro";
- Manuel da Graça Oliveira Monteiro: Capitalista, radicado em Lisboa;
- Joaquim da Graça Oliveira Monteiro;
- Maria Adelaide da Graça Oliveira Monteiro de Barros Gomes: nascida no dia 17 de Outubro de 1879, na Freguesia da Sé do Porto. Casou com o Dr. António Pessoa de Barros Gomes[7], advogado, filho do seu amigo e colega do Partido Progressista Henrique de Barros Gomes.

A sua carreira profissional como médico e Lente da Escola Médico-Cirúrgica do Porto, assim como a sua carreira política valeram-lhe os mais rasgados elogios e homenagens, como a  do Dr. Manuel Monterroso, ou mesmo durante as várias eleições para a Câmara dos deputados noticiadas e caricaturadas, como em "O Charivari" para além de todos os jornais e periódicos da época. A notícia da sua morte e as descrições pormenorizadas das suas exéquias fúnebres em todos os periódicos da época denotam uma forma de tratamento cerimonioso que se dá a pessoas de certa consideração.
O Conselheiro António de Oliveira Monteiro, faleceu no dia 6 de Julho de 1903, no seu quarto no Grande Hotel Monte Estoril, onde se tinha hospedado com o objectivo de se restabelecer dos dias em que esteve em Lisboa no desempenho das suas funções na Câmara dos Pares do Reino. Encontra-se sepultado no jazigo da Família Barros-Gomes, jazigo 74, Rua 27, no Cemitério dos Prazeres, em Lisboa.

## Médico

### Escola Médico-Cirúrgica do Porto

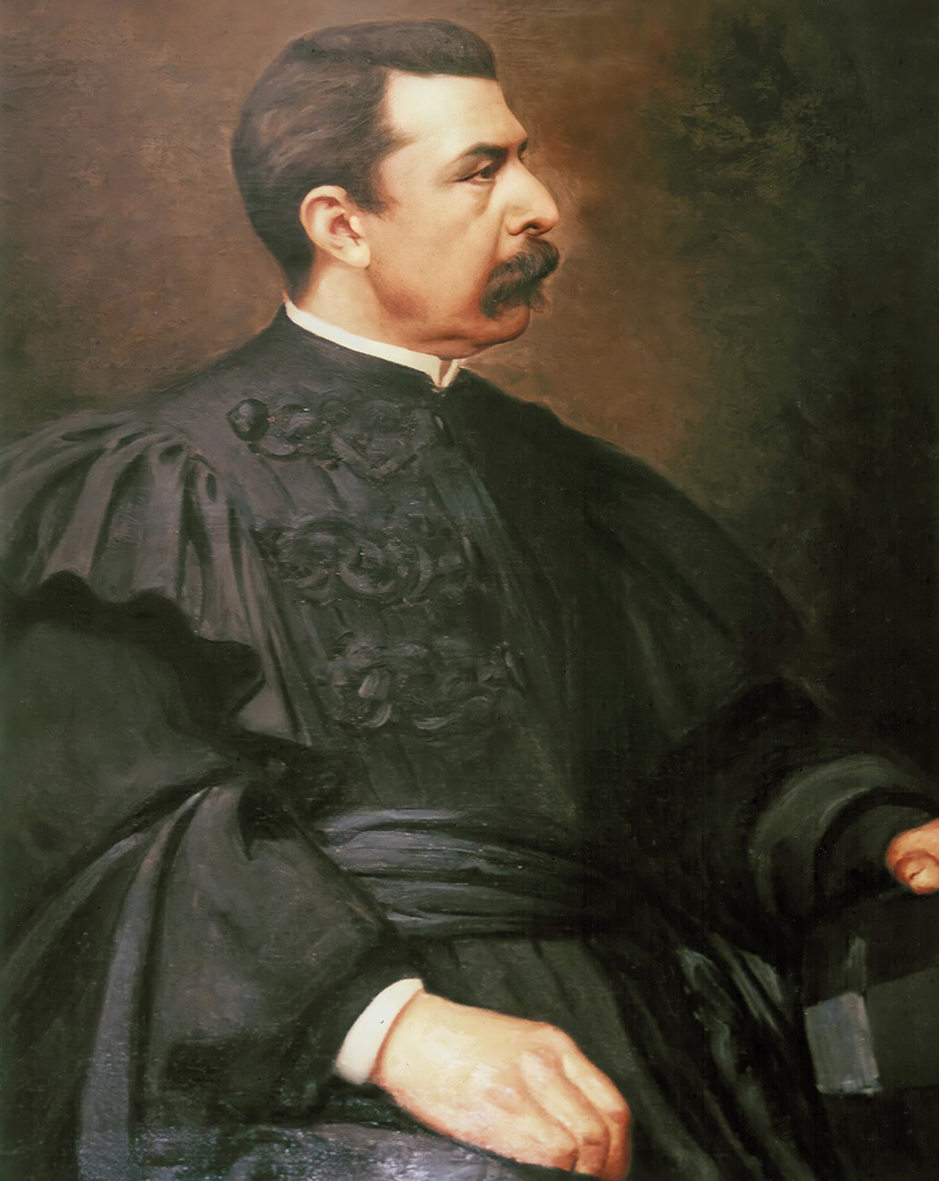
Retrato do Dr. António de Oliveira Monteiro no Museu da História da Medicina Maximiliano Lemos

O Doutor António Oliveira Monteiro, doutorou-se em Medicina pela Universidade de Coimbra, em 1869, com distinção. Reconhecida a sua alta competência foi nomeado demonstrador da Secção Médica da Escola Médico-Cirúrgica do Porto, por decreto de 18 de Janeiro de 1870, tomando posse no dia 11 de Março de 1870.
Em 1872 foi promovido a Lente proprietário da Escola Médico-Cirúrgica do Porto, por despacho de 11 de Setembro de 1872, tomando posse no dia 15 do mesmo mês e permaneceu como Lente até 1903.
Em 1886, foi elevado ao pariato, por eleição do Colégio Científico e em 1899, após ter completado 20 anos de bom e efectivo serviço foi agraciado com o "augmento do terço".

### Postos Médicos da Cidade do Porto
Para além da reconhecida, prestigiada e notável carreira de docência na Escola Médico-Cirúrgica do Porto que se prolongaria ao longo da vida, o Doutor António de Oliveira Monteiro, foi um dos fundadores dos Postos Médicos da Cidade do Porto, responsáveis pelo grandioso melhoramento nos cuidados de saúde prestados e pela grande eficácia no atendimento á população.

## O Político
Apesar da sua carreira como médico e Lente da Escola Médico-Cirúrgica do Porto, foi na política que o Dr. António de Oliveira Monteiro mais se notabilizou. Filiado no Partido Progressista e membro da comissão executiva do partido no Porto, teve um papel destacado na política portuense, nomeadamente nos períodos eleitorais de 1892 e 1897. Era próximo do influente Correia de Barros, com o qual viria a incompatibilizar-se nos anos de 1892 e 1893.

### Câmara Municipal do Porto

#### Pelouro da Instrução Pública
A carreira autárquica do Dr. António de Oliveira Monteiro inicia-se em 1886, quando é eleito vereador da Câmara Municipal do Porto, com o Pelouro da Instrução Pública, ao qual deu grande impulso, introduzindo importantíssimos melhoramentos.
No triénio seguinte, 1887-1889, é eleito pelo Partido Progressista como vereador da Câmara Municipal do Porto, desta vez com o Pelouro dos Incêndios e eleito pelos colegas para o cargo de Vice-presidente.

#### Pelouro dos Incêndios
Enquanto vereador da edilidade portuense com o pelouro dos Incêndios, desenvolveu estreita e frutuosa colaboração com Guilherme Gomes Fernandes. A nova organização do serviço de incêndios e os melhoramentos introduzidos no corpo de bombeiros foi de facto uma obra meritória e de incalculável benefício para a cidade do Porto, colocando Portugal ao nível dos países mais evoluídos da Europa nesta matéria, quer em meios, quer em formação prestada á corporação. Guilherme Gomes Fernandes, director dos Bombeiros Portuenses, no seu relatório de 1892 teceu-lhe rasgados elogios, com a vereação de António de Oliveira Monteiro teve a oportunidade que tanto ansiava e imaginava para à frente dos Bombeiros Portuenses prestar serviços de qualidade e eficácia à população e à cidade do Porto e em homenagem e agradecimento mandou colocar no seu gabinete, o retrato do ilustre vereador e vice-presidente da Câmara, António de Oliveira Monteiro, reconhecendo o trabalho e o empenho que este dispensou no sentido de corresponder à confiança dos portuenses e de velar pelo seu bem estar e segurança.
Por ser continuador da reforma da corporação, iniciada em 1879 pelo Sr. Conselheiro Correia de Barros e pelo importante desempenho das suas funções na vereação, a edição da Revista "O Bombeiro Português" prestou-lhe uma homenagem, na qual salientam não se tratar de uma "cortesia e muito menos uma lisonja banal, infundada e sem significação; nem tão pouco visa captar a simpatia e amizade desse cavalheiro"; mas devido aos "relevantíssimos" serviços prestados no Pelouro dos Incêndios, a quem o Município do Porto ficou a dever na reforma deste serviço de Bombeiros, no engrandecimento de uma classe até então maniatada por falta de recursos.
Durante a tragédia do incêndio do Teatro Baquet, em 1888, participou na campanha de solidariedade a favor das vitimas.
No triénio de 1896-1898, foi uma vez mais eleito vereador, na celebre eleição por círculos, ocupando-se uma vez mais do Pelouro dos Incêndios.

### Presidência da Câmara Municipal do Porto

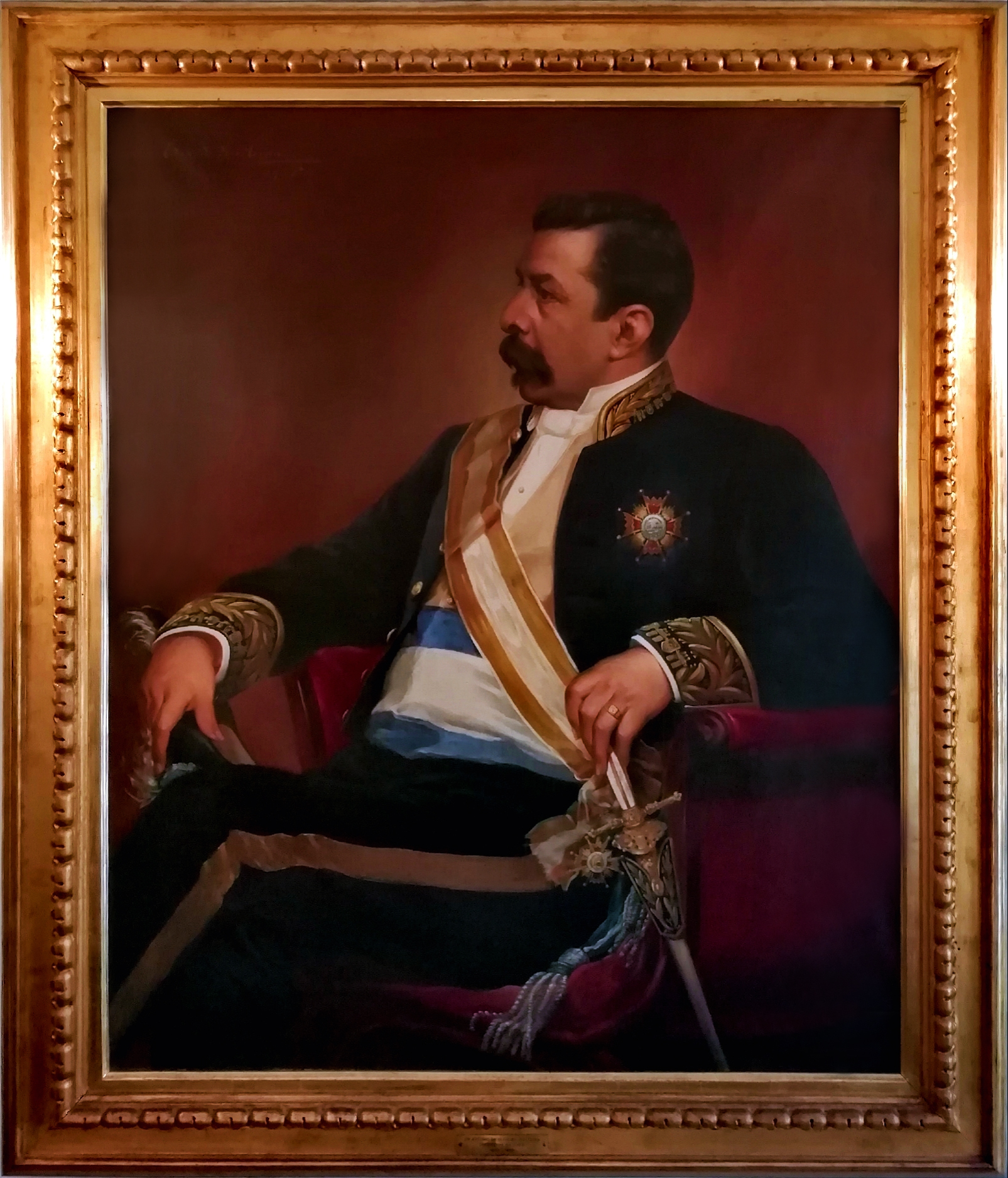
Retrato do Conselheiro António de Oliveira Monteiro na Sala das Sessões da Câmara Municipal do Porto

A Presidência da Câmara Municipal do Porto seria atribuída no dia 8 de Setembro de 1887, por falecimento do então Presidente, o Dr. José Frutuoso Aires Gouveia Osório. O Doutor António de Oliveira Monteiro passou a acumular com o Pelouro dos Incêndios, o comando do Município, o que realizou com reconhecida competência, tendo sido reeleito presidente para o triénio 1890-1892.
Durante os seus mandatos na edilidade do Porto, realizou obras estruturais na cidade e deixou as bases para outras que mais tarde se verificaram fundamentais. Em 1890, transferiu o mercado do gado para a Corujeira e acordou com o Governo a construção de uma estrada de circunvalação entre o Esteiro de Campanhã e o Castelo do Queijo. Nomeou uma comissão de estudo para a edificação dos novos Paços do Concelho e do Mercado do Bolhão e uma comissão para coordenar a catalogação dos documentos do Arquivo da Câmara Municipal do Porto. Iniciou a colocação de condutores subterrâneos de iluminação na cidade e em 1892 instaurou o Serviço Municipal de Saúde e Higiene do Porto.

#### A Revolta do Porto de 31 de Janeiro de 1891
Foi no seu segundo mandato, nos destinos da Cidade do Porto, que o Dr. António de Oliveira Monteiro deparou-se com a que possivelmente foi a situação mais adversa; a Revolta de 31 de Janeiro de 1891, documentada de forma primorosa em "História da Revolta do Porto de 31 de Janeiro de 1891]", na qual o autor descreve com pormenores a tomada da Câmara Municipal, pelos republicanos e a acção que António de Oliveira Monteiro desempenhou para dispersão dos revoltosos e como interlocutor com o Governo em Lisboa.

### Santa Casa da Misericórdia do Porto
Em Julho de 1895, foi eleito Provedor da Santa Casa da Misericórdia do Porto, no entanto no dia 17 de Outubro de 1895, o Dr. Oliveira Monteiro declarou que dava por suspensas as suas funções de Provedor, devido a uma questão pendente entre a Santa Casa e a testamentaria do Conde de Ferreira, benemérito da Santa Casa da Misericórdia do Porto e pelo facto de ele próprio, Dr. Oliveira Monteiro ser herdeiro de um dos testamenteiros do Conde, assim enquanto não fosse resolvido o problema, não exerceria o cargo.

### Governador Civil do Porto
Sendo o Chefe do Partido Progressista no Porto, logo após a tomada de posse do Governo liderado por José Luciano de Castro, seu companheiro partidário e amigo, foi indicado no dia 11 de Fevereiro de 1897 para o lugar de Governador Civil do Porto, tomando posse no dia 15 do mesmo mês. Uma vez colocado no primeiro lugar da administração do Distrito do Porto, foi ainda a sua austeridade e a sua hombridade que no meio da guerra política lhe reservou adversários dentro e fora do Partido, originando muitas disputas pela chefia do Partido Progressista no Norte, do qual o Dr. António de Oliveira Monteiro foi durante muito tempo a principal figura ou personalidade.

## Vida Parlamentar
No Parlamento teve um percurso pouco comum. Começou por ser Par do Reino, eleito pelos estabelecimentos científicos, Academia das Ciências, em 1887, 1890 e 1893. Em 1889 e 1890 foi eleito deputado pelo círculo nº 24 do Porto, mas não chegou a tomar posse, uma vez que optou pelo lugar na Câmara dos Pares. Em 1894 foi novamente eleito deputado pelo Porto e tomou assento na Câmara no dia 17 de Outubro de 1894. Finalmente em 1898, foi elevado a Par do Reino a título vitalício. 
Na sessão legislativa de 1894, desempenhou o cargo apenas nos meses de Outubro e Novembro e nesse curto período teve a oportunidade de questionar o ministro das Obras Públicas sobre a transacção de edifícios no Porto que teria lesado os interesses do Estado, defendeu o seu colega Henrique Kendall da acusação que lhe fizera o Conde de Burnay e proferiu um discurso relativo a temas de saúde e do seu pessoal médico, no qual defendeu a gratuitidade dos estudos bacteriológicos e a importância da vacinação e aludiu aos serviços do Instituto Bacteriológico de Lisboa.

### Câmara dos Pares
Na Câmara dos Pares teve intensa participação nos trabalhos do hemiciclo, pronunciou-se sobre os mais diversos assuntos e afirmou-se como um dos mais activos Pares do Reino ligados ao Partido Progressista. Sem nunca esquecer os interesses do Porto, nem da medicina e da saúde pública, o Conselheiro Oliveira Monteiro orientou-se principalmente para a defesa de uma velha máxima do léxico político da segunda metade de oitocentos: «moralidade e economias». Defendendo sempre a linha da transparência e rigor na administração do bem comum, bateu-se contra muitos dos projectos de lei que envolviam aumento de despesa e por um maior rigor nas contas do Estado, pois «somos uma nação pobríssima e temos a obrigação de fiscalizar uma por uma todas as despesas públicas» (palavras proferidas no hemiciclo, discurso de 16 de Maio de 1890). Adepto de um liberalismo económico moderado pela intervenção estatal, combateu medidas que levavam à formação de monopólios - «sou adverso aos monopólios por serem sempre prejudiciais» (hemiciclo, 18 de Março de 1901) e foi dos que juntou a sua voz a uma corrente de pensamento contrária aos sucessivos investimentos nas colónias, investimentos que na esmagadora maioria eram improdutivos e que na sua esmagadora maioria apenas servia para sugar dinheiros públicos. Em geral sempre se manifestou contra a ideia da expansão territorial das colónias portuguesas e muitas vezes contra a manutenção de colónias; chegando mesmo a manifestar a opinião que estas não deveriam ser vendidas apenas por questões de independência nacional (hemiciclo, 16 de Fevereiro de 1888 e de 3 de Fevereiro de 1892). Por esse motivo criticou o Governo Regenerador por não ter sabido aproveitar o protesto contra o Ultimato, no sentido de recuperar a confiança nas energias e capacidades nacionais.
Em matéria económica, definia como essencial conseguir a melhoria da administração pública e a organização de Orçamentos de Estado que não fossem continuadamente deficitários, o que não o terá impedido de apoiar medidas que, embora traduzissem novas despesas, eram essenciais para o desenvolvimento e progresso do País. Bateu-se pela recuperação e reaproveitamento de equipamentos; nomeadamente as obras em falta no Porto de Leixões (1899 e 1902), a reconstrução e readaptação da Academia Politécnica do Porto e a reorganização do Instituto Industrial do Porto (1901), que mantinha encaixotados instrumentos preciosos para uma prática de ensino de vocação experimental (19 de Janeiro de 1901).
De âmbito Nacional, apoiou a iniciativa governamental de vacinação obrigatória (16 de Janeiro de 1899) e, entre outras, propostas de maior fiscalização sanitária, promoção da higiene pública e combate ao alcoolismo (6 de Julho de 1888), de estabelecimentos de estudos de meteorologia e sismologia (18 de Março de 1901) e de criação de um hospital colonial (3 de Abril de 1902).
A pretensão de trazer mais transparência à vida política e de garantir a autoridade do Estado fê-lo defender, na sequência da presença clandestina em Portugal de descendentes de D. Miguel, a revogação das Leis de 1834 referentes a essa matéria, com excepção do direito de sucessão à Coroa. Esta proposta, longe de ser um acto de capitulação perante os legitimistas, tinha-se como uma afirmação vigorosa dos poderes constituídos, que não mais precisariam de pactuar com a violação da Lei.
O Conselheiro Oliveira Monteiro revelou-se um parlamentar que sabendo respeitar os interesses partidários, como foi disso exemplo na difícil questão da peste do Porto de 1899 em que esteve sempre ao lado do governo progressista, soube igualmente afirmar as suas convicções, muitas vezes em confronto com os comportamentos dominantes: talvez por isso, Oliveira Martins reconheceu nele um político «universalmente respeitado pelo seu carácter e pela sua integridade».

## Honras e Condecorações
Par do Reino a título vitalício, por Carta Régia de 17 de Março de 1898.
Conselheiro de Sua Majestade Fidelíssima El-Rei D. Carlos I, por Carta de Conselho.
- Conselheiro
- Par do Reino
- Grã-cruz da Ordem de Isabel a Católica